# Джузеппе Ломбарді
Джузеппе Ломбарді (італ. Giuseppe Lombardi, 11 травня 1886, Дронеро - 25 березня 1978, Рим) - італійський адмірал, учасник Другої світової війни.

## Біографія
Джузеппе Ломбарді народився 11 травня 1886 року в місті  Дронеро. У 1905 році вступив до Військово-морської академії в Ліворно, яку закінчив у 1908 році в званні гардемарина.
У званні молодшого лейтенанта брав участь в італійсько-турецькій війні. Брав участь в морському десанті з членів екіпажу броненосця «Січілія» в районі Триполі, за що був нагороджений срібною медаллю «За військову доблесть».
Під час Першої світової війни у званні лейтенанта був помічником капітана есмінця «Франческо Стокко». Був нагороджений Хрестом «За військову доблесть».
У 1923 році отримав звання капітана III рангу. Брав участь в десанті на Корфу під час конфлікту між Італією та Грецією. Після отримання звання капітана II рангу командував есмінцем «Лука Таріго». Протягом 1932-1935 років був військово-морським аташе в Іспанії та Португалії.
Після отримання звання капітана I рангу командував крейсером «Куарто» та був командувачем військово-морських сил Італії на Далекому Сході. Пізніше командував крейсером «Барі», який діяв у Червоному морі. Протягом 1935-1937 років командував важким крейсером «Больцано» і легким крейсером «Емануеле Філіберто Дука д'Аоста». У 1938 році отримав звання контрадмірала і був призначений командувачем військово-морського арсеналу в Ла-Спеції. Пізніше був командувачем військово-морських сил на Додеканесі зі штабом на Родосі.
Після вступу Італії у Другу світову війну у 1940 році отримав звання дивізійного адмірала. Близько року був керівником Служби секретної інформації флоту (італ. Servizio Informazioni Segrete, SIS), після чого був призначений командувачем VIII дивізії та брав участь у численних супроводах конвоїв в Африку. У листопаді 1941 року під час супроводу одного з конвоїв флагманський корабель дивізії «Дука дельї Абруцці» був атакований британськими підводними човнами та літаками-торпедоносцями та зазнав серйозних пошкоджень від влучання торпед, але зумів повернутись до Італії.
У 1942 році Джузеппе Ломбарді був призначений командувачем військово-морських сил Італії в Лівії зі штабом у Тобруці. На цій посаді 13-14 вересня 1942 року він успішно керував відбиттям десанту британських командос, за що був нагороджений Савойським військовим орденом.
У серпні 1943 року Джузеппе Ломбарді був призначений командувачем військово-морських сил Італії в західній Греції зі штабом у Патросі. Після капітуляції Італії 8 вересня 1943 року, допоки німці не захопити Патрос, він наказав всім кораблям, що були під його командуванням, негайно вирушити до Італії. Більшість кораблів успішно виконати цей наказ. Самому ж Джузеппе Ломбарді було запропоновано і надалі співпрацювати з німцями та перейти на службу до Італійської соціальної республіки. Проте Ломбарді відкинув будь-яку співпрацю і був поміщений у табір для військовополонених у місті Скоки у Польщі. Там він перебував до лютого 1945 року, допоки не був звільнений Червоною армією.
У 1946 році Джузеппе Ломбарді повернувся на батьківщину і того ж року був переведений в запас. У 1952 році отримав звання ескадреного адмірала. У 1957 році був консулом Італії в місті Сан-Мігель-де-Тукуман в Аргентині.
Помер у Римі 25 березня 1978 року.

## Нагороди
- Срібна медаль «За військову доблесть»
- Кавалер Савойського військового ордена
- Хрест «За військову доблесть»
- Хрест «За бойові заслуги» (нагороджений п'ять разів)
- Великий офіцер Ордена Корони Італії
- Командор Ордена Святих Маврикія та Лазаря
- Кавалер Колоніального ордена Зірки Італії
- Командор Ордена «За заслуги перед Італійською Республікою»